# 杜拜地鐵
杜拜地鐵（阿拉伯語：مترو دبي）是一個無人駕駛、完全自動化的地鐵，為阿拉伯半島第一個、阿拉伯世界乃至中东地区在開羅地鐵後第二個地鐵系統，亦為阿拉伯聯合大公國繼朱美拉棕櫚人工島單軌鐵路第二個通車的城市軌道交通系統。目前營運的路線有紅線及綠線，另有三條路線建設中，由地下和高架路段組成。所有車站均裝設月台幕門。由凱達環球（Aedas）負責設計。
杜拜地鐵最早啟用的是紅線的10個車站，於2009年9月9日晚上9點9分9秒舉行通車大典，由時任杜拜酋長穆罕默德·本·拉希德·阿勒馬克圖姆主持，但開放公眾搭乘則要等到隔日早上6點整。在地鐵通車的頭兩天有超過110,000人，將近10%的杜拜人口前來搭乘。2010年2月9日，地鐵迎來了第一千萬名乘客。
根據2011年國際公共交通聯會（UITP）對各城市全自動鐵路長度的統計，杜拜地鐵長度居冠，為全世界最長全自動無人駕駛鐵路系統；其次是溫哥華，新加坡排名第三。2012年，杜拜地鐵更獲得金氏世界紀錄的認證為全世界最長的自動化無人駕駛軌道交通，當時全長約75公里。這項紀錄在2016年12月2日溫哥華高架列車的長青延線通車後被打破，但全長52.1公里的紅線仍然是世界上最長的無人駕駛單一地鐵線路。2020年線紅線支線開通後，杜拜地鐵共53站、89.6公里，重新成為世界最長的自動化無人駕駛軌道交通。

## 路線

杜拜地鐵地圖

| 名稱 | 路線                                                | 動工日期  | 開通日期     | 長度 （km） | 車站數目 |
| ---- | --------------------------------------------------- | --------- | ------------ | ----------- | -------- |
| 紅線 | centrepoint - UAE Exchange / Expo 2020              | 2005年8月 | 2009年9月9日 | 67          | 35       |
| 綠線 | Etisalat - Creek                                    | 2006年7月 | 2011年9月9日 | 22.5        | 20       |
| 紫線 | 杜拜國際機場 - 阿勒馬克圖姆國際機場 （經E 331公路） | 未有計劃  | 建議中       | n/a         | n/a      |
| 藍線 | 杜拜國際機場 - 阿勒馬克圖姆國際機場 （經E 44公路）  | 未有計劃  | 建議中       | n/a         | n/a      |
| 總計 | 總計                                                | 總計      | 總計         | 89.6 km     | 53       |

## 使用車輛
杜拜地鐵現時使用下列兩款電聯車，由五節車廂組成，設有金色車廂（Gold Class/頭等）、銀色車廂（Sliver Class/普通車）和婦女兒童專用車廂。

列車全長約85米，每節車廂長17-18米，DM1長17715毫米，DM2長17385毫米，其餘車輛包括M、T及TW車廂長16800毫米（日本近畿列車），闊2.9米，高3.4-3.5米，第一代列車採用耐候鋼車身（近畿車輛列車），第二代列車則採用不鏽鋼（阿爾斯通大都會列車），載客量可達780人（廠商說明），最高時速可達90公里，採用變頻馬達控制。
- 79列 日本近畿車輛製列車
- 50列 法國阿爾斯通製列車

### 採購車輛史
2004年，杜拜鐵路局收到五間廠商標書，分別是：
- 阿爾斯通
- 安薩爾多百瑞達（日立）
- 三菱重工及近畿車輛
- 龐巴迪
- 西門子

自2005年5月，交通部宣布由三菱重工、三菱公司、大林組、鹿島公司和土耳其公司Yapı Merkezi等日本公司組成的迪拜鐵路連線（DURL）財團獲得了124.5億迪拉姆/34億美元的設計與建造合同。於2008年首列捷運列車抵達杜拜，2009年啟用。
2018年11月，為配會2020年世博會支線，交通部宣布向法商阿爾斯通引入大都會式列車，除了增加載客量之餘，還採用全身車廂設計，包括經改良的空調系統、電子報站顯示屏（亦可稱為動態路線圖）、改良的列車控制與制動系統，以及車門等，該款車會於紅線及綠線營運（主要用於綠線）。列車運量可達696人，比第一代日本製列車的643人增加一成。新車的工業設計由法國MBD Design負責。

## 外部連結
- 官方网站